# Скамья Гиппократа

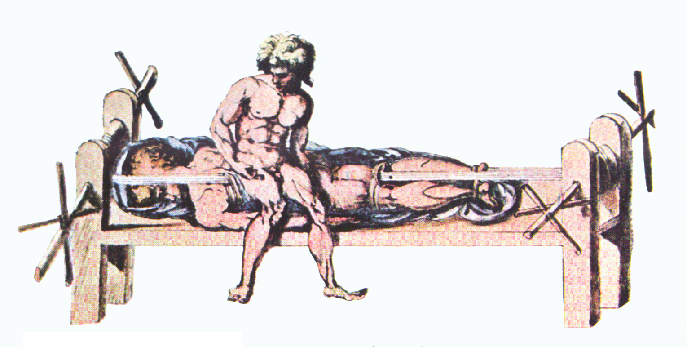
Скамья Гиппократа

Скамья Гиппократа — деревянная скамья с наклонной плоскостью, использовавшаяся при лечении переломов и вывихов. Является прообразом современных ортопедических столов.
Впервые описана в сочинении Гиппократа «О суставах», откуда и получила своё название.
Представляла собой специальное ложе, на которое укладывался больной. Повреждённые части тела закреплялись лебёдками, после чего осуществлялась тракция (растяжение). С помощью Гиппократовой скамьи врачи Древнего мира осуществляли репозицию переломов и вправление вывихов.
Скамья Гиппократа стала прообразом не только ортопедических столов, но и орудия пытки дыбы, на которой жертва растягивалась до разрыва суставов.